# Gyalecta herrei
Gyalecta herrei är en lavart som beskrevs av Vezda. Gyalecta herrei ingår i släktet Gyalecta och familjen Gyalectaceae.   Inga underarter finns listade i Catalogue of Life.